# Harcsa Zoltán
Harcsa Zoltán (Budapest, 1992. november 20. –) magyar ökölvívó. Testvére Harcsa Norbert válogatott ökölvívó.

## Pályafutása
Tizenegy évesen kezdett bokszolni a Vasasban, majd a KSI-ben. 2008-ban második volt a junior Európa-bajnokságon. A következő évben az ifjúsági Európa-bajnokságon szerzett ezüstérmet. 2010-ben az ifi vb-n harmadik lett. Ezzel az eredményével kvalifikálta magát az ifjúsági olimpiára, ahol harmadik helyezett lett.  2011-ben a felnőtt Európa-bajnokságon a 16 közé jutott, de ott kézsérülése miatt nem lépett a szorítóba. A világbajnokságon és a nyolcaddöntőig jutott. Mivel legyőzője bejutott a döntőbe, Harcsa olimpiai kvótát szerzett.
A 2012-es olimpián az első fordulóban legyőzte venezuelai ellenfelét és bejutott a legjobb 16 közé. A következő mérkőzésén magabiztos győzelmet aratott a namíbiai Mujandje Kasuto ellen, majd a negyeddöntőben a brazil Florentino Falcao ellen mérkőzött és 14-10-es pontozással vereséget szenvedett így az 5. helyen végzett.
A 2013-as Európa-bajnokságon az elődöntőig jutott, amit sérülése miatt feladott. A világbajnokságon a negyeddöntőben esett ki. 2014-ben a Ferencvárosi TC-hez igazolt. 2015-ben bronzérmes volt az Európa-játékokon. Az AIBA későbbi döntése értelmében ezzel indulási jogot szerzett a világbajnokságra, egyben nem indulhatott az Európa-bajnokságon, amely szintén kvalifikációs verseny a világbajnokságra. A világbajnokságon az első fordulóban kiesett. 2016 áprilisában döntőbe jutott a Samsunban rendezett olimpiai kvalifikációs versenyen. Ezzel olimpiai kvótát szerzett. A 2016-ban , az olimpián a második körben technikai K.O.-val vereséget szenvedett a világbajnok kubai Arlen Lopeztől a 75 kg-os súlycsoportban, és nem jutott a legjobb 8 közé.

## Díjai, elismerései
- Papp László-díj (2009, 2010, 2011)
- Magyar Ezüst Érdemkereszt (2012)
- Junior Prima díj (2012)
- Az év magyar ökölvívója (2012, 2013, 2016,[14] 2017[15])